# Pierre-Frédéric-Guillaume d'Oldenbourg
Pierre-Frédéric-Guillaume, né le 3 janvier 1754 et mort le 2 juillet 1823, est duc titulaire d'Oldenbourg de 1785 à sa mort. Il souffre d'une maladie mentale qui l'empêche d'exercer le pouvoir, et c'est en réalité son cousin et héritier putatif Pierre-Frédéric-Louis qui gouverne le duché d'Oldenbourg durant cette période.

## Biographie
Pierre-Frédéric-Guillaume est le seul fils du duc Frédéric-Auguste Ier d'Oldenbourg et de son épouse Ulrique-Frédérique de Hesse-Cassel. Il étudie à l'université de Kiel de 1769 à 1771, puis il effectue son Grand Tour accompagné du philosophe Johann Gottfried von Herder. Il se rend notamment à Darmstadt et à Strasbourg, où il rencontre Goethe.
En 1773, Pierre-Frédéric-Guillaume est élu coadjuteur de la principauté épiscopale de Lübeck, une principauté épiscopale gouvernée par son père depuis 1750. Il présente des signes de dépression qui éclatent au grand jour en 1775, alors qu'il est en route pour épouser sa fiancée, la princesse Charlotte de Hesse-Darmstadt. Le mariage est annulé et le jeune prince déclaré inapte à gouverner le 14 février 1777. Son cousin Pierre-Frédéric-Louis est choisi pour administrer en son nom Lübeck, puis l'Oldenbourg à la mort de Frédéric-Auguste en 1785,.
Après la mort de Frédéric-Auguste, Pierre-Frédéric-Guillaume réside au château de Plön, un don du roi Christian VII de Danemark. Il y meurt le 2 juillet 1823 à l'âge de 69 ans, permettant à Pierre-Frédéric-Louis de devenir duc d'Oldenbourg de plein droit.